# Comuna Mîkolaiivka, Vasîlkivka
Mîkolaiivka (în ucraineană Миколаївка) este o comună în raionul Vasîlkivka, regiunea Dnipropetrovsk, Ucraina, formată din satele Artemivka, Dacine, Dubovîkî, Medîcine, Mîkolaiivka (reședința) și Zelena Roșcea.

## Demografie
Componența lingvistică a satului Mîkolaiivka
     Ucraineană (98,27%)
     Alte limbi (1,1%)
Conform recensământului din 2001, majoritatea populației satului Mîkolaiivka era vorbitoare de ucraineană (98,27%), existând în minoritate și vorbitori de alte limbi.